# Shi Qiaowen
Shi Qiaowen (chiń. 施巧雯; ur. 25 grudnia 1990) – chińska lekkoatletka, tyczkarka.
Brązowa medalistka mistrzostw kraju (2012).

## Rekordy życiowe
- Skok o tyczce (stadion) – 4,15 (2012 i 2013)
- Skok o tyczce (hala) – 4,15 (2012)